# Имейл изкуство
Имейл изкуството се наричат произведения на изкуството, създадени специално за имейл среда. То може да включва компютърна графика, анимации, скрийнсейвъри, цифрови сканирания на произведения на изкуството в други медии, включително и ASCII изкуство. За да бъде изложено в галерийна среда, имейл изкуството може да бъде показано на компютърен екран или друго дисплейно устройство, както и да бъде отпечатано.
Имейл изкуството произлиза от движението Мейл Арт и се появява в началото на 90-те години. Chuck Welch, известен също като Cracker Jack Kid, се свързва с ранни онлайн артисти и създава теленетлинк за мрежов работник. Историческата еволюция на термина "Изкуство по имейл" е документирана във Вечната мрежа на Чък Уелч: Антология за изкуство по пощата, публикувана и редактирана от University of Calgary Press.
Много художници започват да използват имейла за среда за техните колективни арт проекти в края на 90-те години на XX в. Това се случва в резултат на повишените цени на пощенските тарифи и по-евтините форми на дигитална комуникация. Интернет улеснява по-бързото разпространение на Mail Art покани, блоговете и уебсайтовете за Mail Art стават често използвани за показване на публикации и онлайн документация. Все по-голям брой проекти включват открити покани за предоставяне на имейл изкуство, като предпочитан канал или като алтернатива на изпращането на произведенията по пощата. През 2006 г., Рамзи Турки получава имейл, съдържащ сканирана работа на белгийския художник Люк Фиеренс. Той изпраща тази снимка за пример на около 7000 имейл адреса на артисти, с покана за тяхното включване в проекта и получава около 200 коментара и отговора.